# Mörslingen
Mörslingen ist ein Ortsteil der Gemeinde Finningen im schwäbischen Landkreis Dillingen an der Donau.

## Geschichte
Auf der Gemarkung von Mörslingen wurden Bodenfunde aus der Jungsteinzeit und der Spätbronzezeit entdeckt. 1985 wurde ein Stiergebilde aus der späten Eisenzeit beim Pflügen entdeckt, das wohl zu einem Kultgefährt gehörte.
Mörslingen geht vermutlich auf eine alemannische Gründung zurück. Der Ort wird erstmals um 1100 als „Mersgisilingin“ genannt. Im Ort waren im 13. Jahrhundert vor allem die Grafen von Oettingen und die Herren von Gundelfingen und Hellenstein begütert. Das nach dem Ort sich nennende niedere Adelsgeschlecht der Herren von Merslingen war von 1209 bis 1348 im Ort belehnt. Ab 1344 besaßen die Herren von Altheim die Herrschaft Mörslingen, die ab 1354 ein Lehen des Herzogtums Bayern war. Um 1400 sind die Herren von Riedheim, seit vor 1419 die Herren von Westerstetten und ab 1440 die Herren von Grafeneck im Ort belehnt. Das Herzogtum Bayern erwarb 1381 mit der Herrschaft Faimingen auch Vogtei, Gericht und andere Rechte in Mörslingen. Bayern konnte im Spätmittelalter im Ort die Landeshoheit durchsetzen und Mörslingen in die Vogtei Höchstädt eingliedern. Die Fürsten von Pfalz-Neuburg erwarben 1529 von den Herren von Grafeneck die Herrschaft und richteten im Ort ein Vogtamt ein.
Bei der Neugliederung Bayerns Anfang des 19. Jahrhunderts kam Mörslingen zum Landgericht Höchstädt und 1862 zum Bezirksamt Dillingen. Am 1. Mai 1978 wurde der Ort nach Finningen eingemeindet. Er liegt nordwestlich von Höchstädt auf der Blindheimer Hochterrasse.

## Religionen

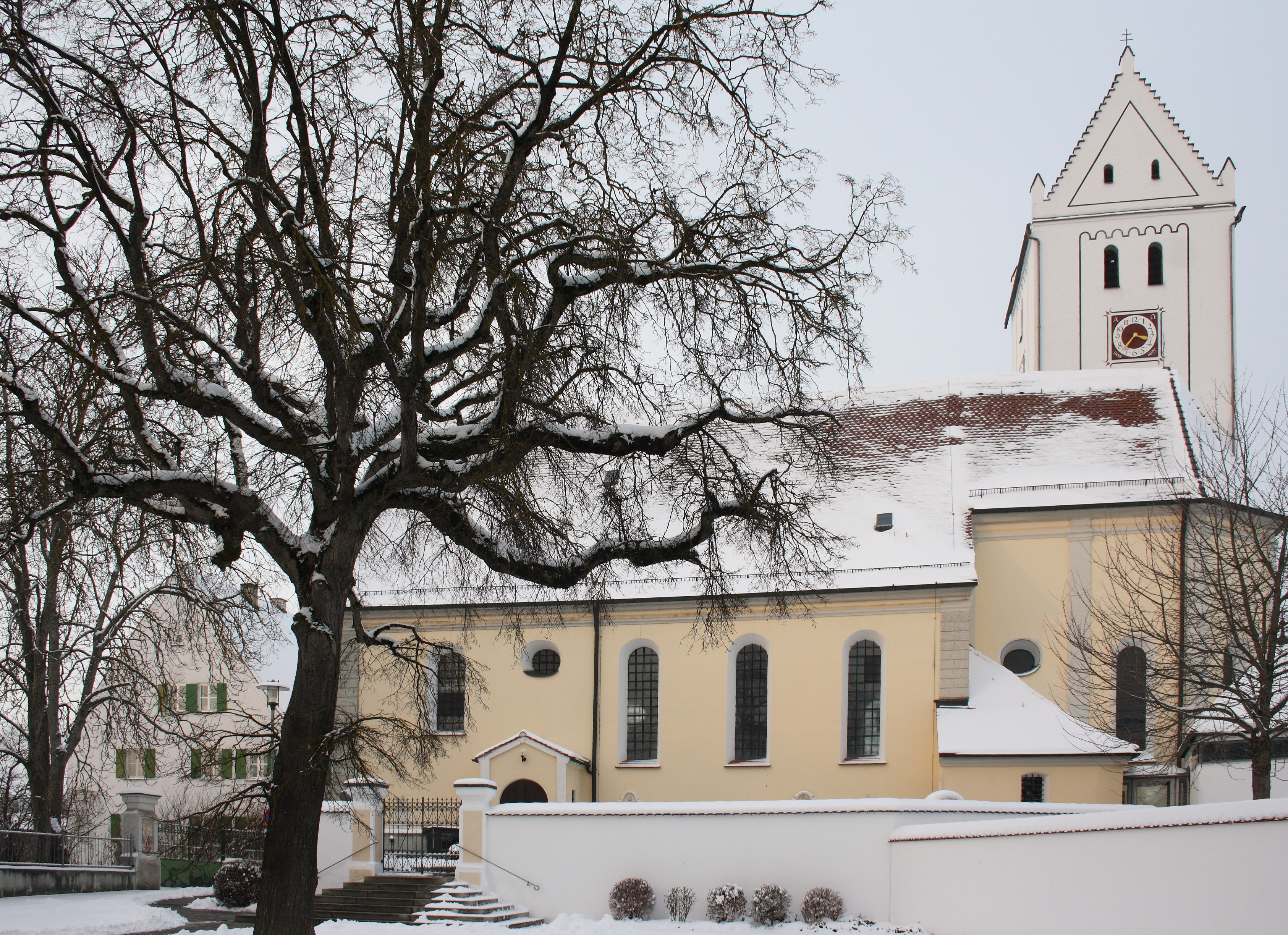
St. Martin in Mörslingen

Mörslingen ist Sitz einer alten Pfarrei. Die Kirche kam um 1100 durch Schenkung an das Kloster Weingarten und später an die Grafen von Oettingen. 1312 kam das Patronatsrecht an das Hochstift Augsburg. Nach Mörslingen waren bis 1843 18 Höfe aus Oberfinningen und bis 1867 ganz Deisenhofen eingepfarrt.
Die katholische Pfarrkirche St. Martin wurde Ende des 17. Jahrhunderts errichtet.

## Bevölkerungsentwicklung
| Jahr      | 1840 | 1857 | 1939 | 1950 | 1970 | 1980 | 2000 | 2022 |
| --------- | ---- | ---- | ---- | ---- | ---- | ---- | ---- | ---- |
| Einwohner | 607  | 618  | 607  | 825  | 649  | 707  | 850  | 1054 |

## Baudenkmäler
Siehe: Liste der Baudenkmäler in Mörslingen

## Bodendenkmäler
Siehe: Liste der Bodendenkmäler in Finningen

## Wüstungen
Der 1366 genannte Ort Bintensmitingen ist schon im Mittelalter wüst geworden. Ebenfalls Grogghofen oder Groggenhofen, das nur für das Jahr 1496 belegt ist. Auch verschwunden ist die Siedlung Tuifeltshofen, die schon vor ihrer ersten Überlieferung im Jahre 1439 verödet war.

## Bildung
Im Jahr 1990 wurde ein Kindergarten mit 25 Ganztagsplätzen geschaffen, der im Anbau des ehemaligen Schulgebäudes untergebracht ist.
Durch einen Umbau des bisherigen Anbaus und des ehemaligen Schulgebäudes konnte die damit entstandene Kindertagesstätte im Jahr 2023 auf eine Krippengruppe (Alter 1 bis 3 Jahre) und drei Kindergartengruppen erweitert werden.